# جزيرة فلم

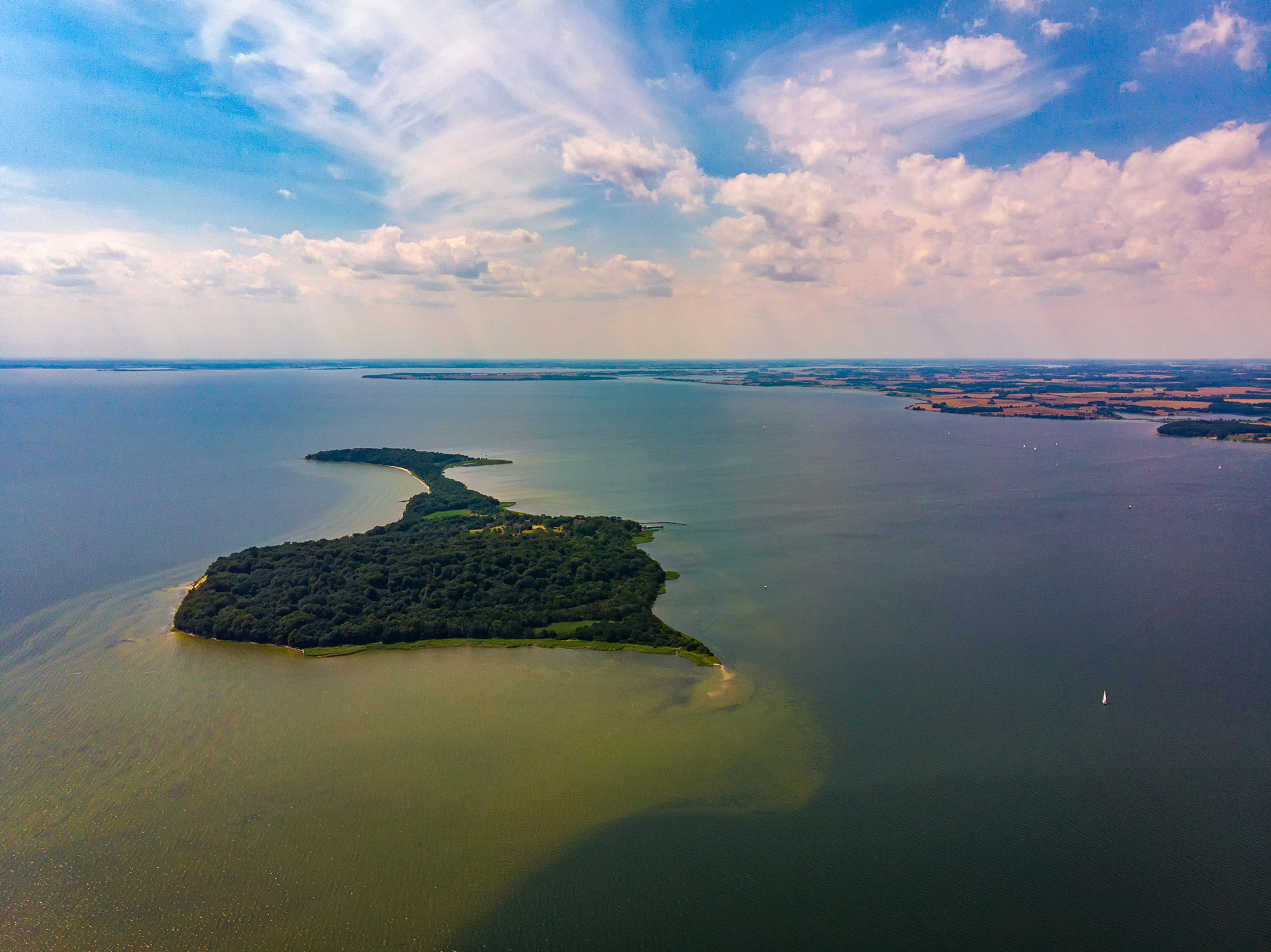
Vilm

تقع جزيرة فيلم (Vilm). في بحر البلطيق في الخليج جنوب جزيرة روغن الأكبر حجماً ، وهي واحدة من أكثر المناطق النائية والهادئة في ألمانيا.

## التضاريس
تغطي فيلم أقل من 1 كيلومتر مربع ، وهي بقايا من ركام اليسار مع تراجع الأنهار الجليدية منذ حوالي 6000 عام. لقد تغير شكل الجزيرة تدريجيا منذ تشكيلها ، حيث تتشكل الشواطئ الرملية والشواطئ وتتآكل باستمرار. واليوم تتشكل الجزيرة على شكل شرغوف يبلغ طوله 2.5 كم ، ويتكون من جزأين متميزين. العظمى فيلم ، «الرأس» إلى الشمال الشرقي ، ترتفع إلى ما يقرب من 40 م. ويشكل البرزخ المنخفض للجزيرة الوسطى ذيلًا طويلًا إلى الجنوب الغربي ، والذي يبلغ ذروته في ليتل فيلم ، وهو تل صخري يقع على ارتفاع 20 مترًا فوق مستوى سطح البحر. تتآكل المنحدرات الطباشيرية إلى الجانب الجنوبي من غريت فيلم بسرعة كبيرة ، في حين أن البرك الرملي يبني لإضافة حليقة تشبه الحلزون إلى الذيل.